# Gators de la Floride
Les Gators de la Floride (en anglais : Florida Gators) sont un club omnisports universitaire américain qui se réfère aux 21 équipes sportives tant féminines que masculines représentant l'université de Floride et participant aux compétitions organisées par la National Collegiate Athletic Association au sein de sa Division I. 
Ses équipes sont membres de la Southeastern Conference (SEC). Au baseball et au football américain, ils jouent dans la Division Est. La seule exception est l'équipe féminine de crosse, qui joue dans la Big 12 Conference.
Les installations sportives sont situées sur le campus à Gainesville en Floride aux États-Unis. 
L'équipe la plus importante des Gators est celle de football américain qui a remporté le titre national en 1996, 2006 et 2008. Elle évolue au Ben Hill Griffin Stadium, enceinte de 88 548 places. L'équipe est tellement populaire que les entraînements de printemps attirent plus de 50 000 spectateurs au stade. Ses joueurs, Steve Spurrier (en) (1966), Danny Wuerffel (1996) et Tim Tebow (2007) ont remporté le Trophée Heisman désignant le meilleur joueur universitaire de l'année écoulée.
L'équipe de basket-ball a remporté le championnat national NCAA en 2006, 2007 et 2025. Le programme de basket-ball était médiocre jusqu'au milieu des années 1990. Florida fera tout d'abord une apparition en finale du Final Four de 2000 avant de remporter le titre en 2006 et en 2007, en particulier grâce au Français Joakim Noah.
L'équipe de football féminin a remporté le championnat national NCAA en 1998.

## Programmes sportifs
| Hommes (8)                                  | Femmes (11)       |
| ------------------------------------------- | ----------------- |
| Athlétisme†                                 | Athlétisme†       |
| Basketball                                  | Basketball        |
| Cross country                               | Cross country     |
| Golf                                        | Golf              |
| Natation/Plongeon                           | Natation/Plongeon |
| Tennis                                      | Tennis            |
| Football américain                          | Football (soccer) |
| Baseball                                    | Softball          |
|                                             | Crosse            |
|                                             | Gymnastique       |
|                                             | Volleyball        |
| † – Athlétisme en salle et/ou en plein air. |                   |

## Les infrastructures
L'université de Floride a investi des capitaux importants et des efforts dans la construction, l'agrandissement et l'amélioration de ses installations sportives majeures, y compris dans les stades extérieurs, les stades couverts, ou dans des installations de formation et d'entraînement : 
- Condron Ballpark at Alfred A. McKethan Field :

Achevé en 2020 et ouvert pour la saison 2021, le Condron Ballpark remplace l'Alfred A. McKethan Stadium en tant que domicile de l'équipe de baseball. La surface de jeu porte le nom d'Alfred A. McKethan, un ancien de l'université qui avait fait d'importants dons pour la rénovation de l'ancien stade de l'équipe, qui avait ainsi été nommé en son honneur. Le stade a une capacité permanente de 7 000 personnes et peut être étendu à 10 000 pour les tournois régionaux de la NCAA.
- Steve Spurrier-Florida Field at Ben Hill Griffin Stadium :

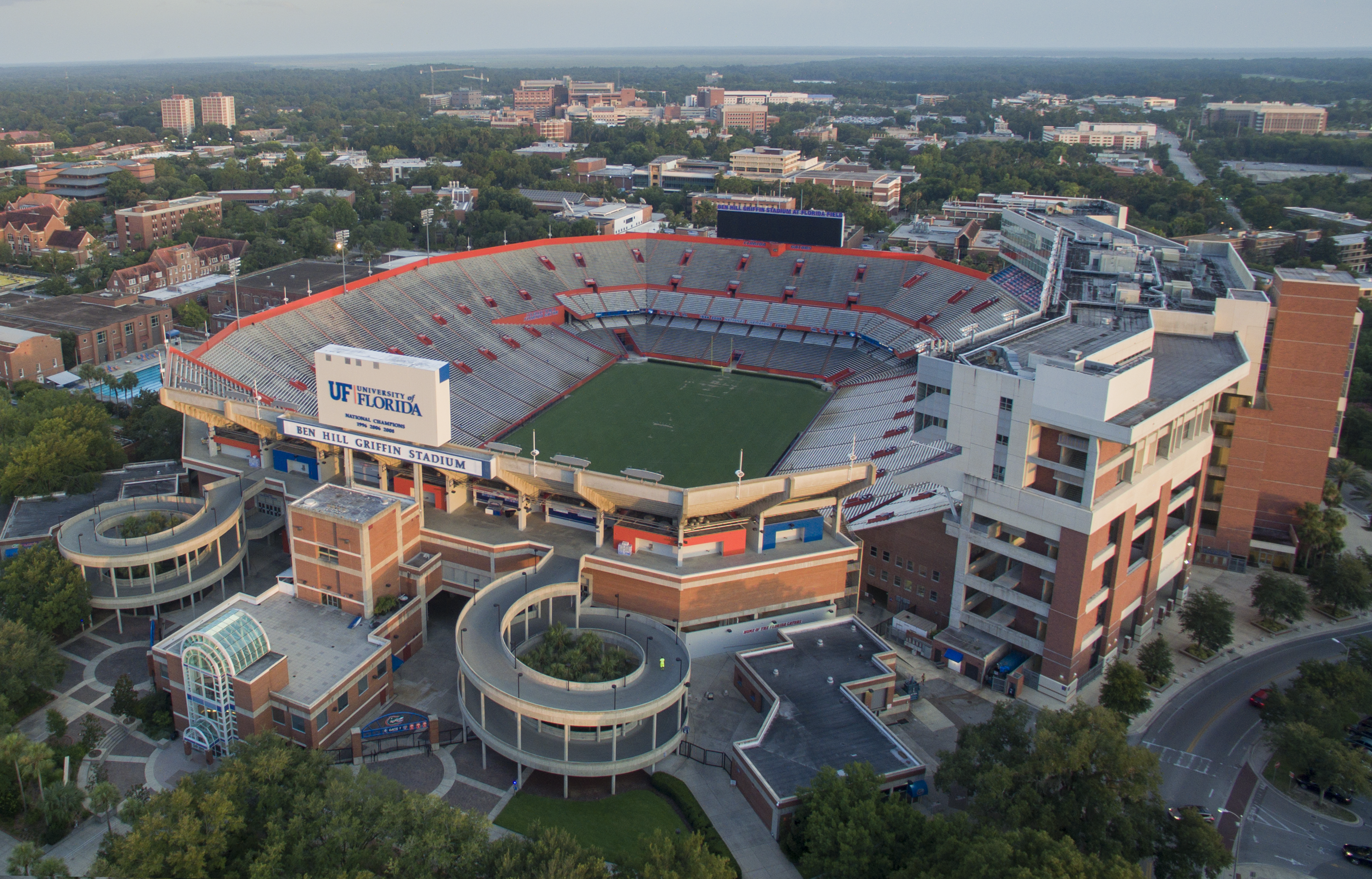
Le Steve Spurrier-Florida Field at Ben Hill Griffin Stadium, stade de l'équipe de football américain des Gators.

L'équipe de football américain joue ses matchs à domicile au Ben Hill Griffin Stadium. : Le stade a été construit en 1930. En 1989, il a été rebaptisé en l'honneur de Ben Hill Griffin Jr., un ancien élève et généreux donateur de l'université et ancien membre de ses programmes sportifs. Depuis l'arrivée de l'entraîneur Steve Spurrier en 1990, le stade est plus communément dénommé The Swamp. Il a été rénové et agrandi à plusieurs reprises. Le gazon est naturel depuis 1990. Le stade après réfection a une capacité officielle de 88 548 personnes, mais accueille régulièrement plus de 90 000 fans pour les matchs de football à domicile. Il est le 12e plus grand stade de football universitaire des États-Unis.
- The Exactech Arena at the O'Connell Center :L'O'Dome des Gators

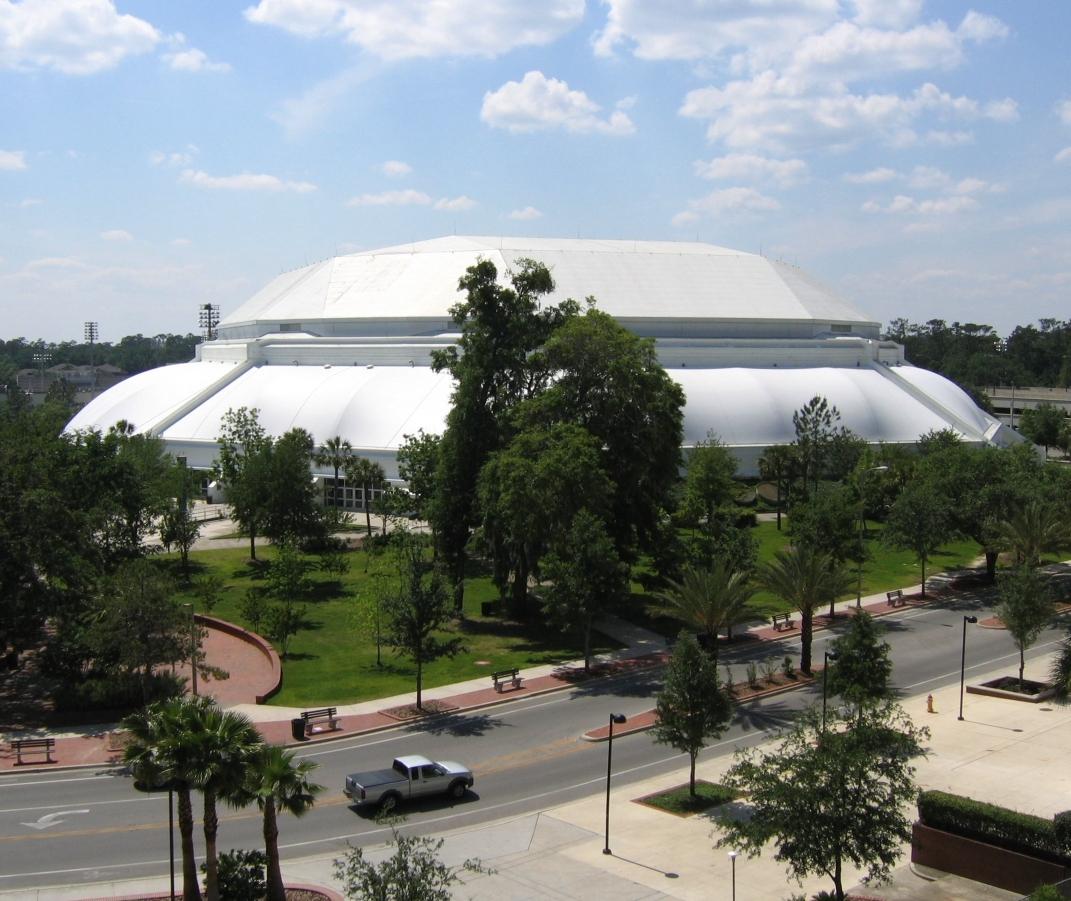
LO'Dome des Gators

Le complexe, construit de 1977 à 1980, est inauguré le 30 décembre 1980 (rénové en 1998 et 2016). Il est réservé à la pratique de plusieurs sports soit le basket-ball, la gymnastique, la natation et le plongeon, l'athlétisme en salle et le volleyball. Il est surnommé le O'Dome. Sa capacité actuelle est de 10 133 places. Ce complexe permet également d'autres activités comme la cérémonie de remise des diplômes, des concerts et des conférences.
- Donald R. Dizney Stadium :

Terminé pendant l'été 2009, le stade accueille depuis janvier 2010 les compétitions féminines de crosse. Sa capacité est de 1 500 places assises réparties le long du terrain. Le complexe comprend un terrain d'entraînement mais aussi des guichets, des vestiaires et une salle d'échauffement.
- James G. Pressly Stadium :

Le stade Pressly Stadium est destiné à la pratique du football (soccer) féminin et à la pratique de l'athlétisme. Sa capacité totale est donc actuellement de 4 500 spectateurs. Le stade est situé sur le campus, entre McKethan Stadium et Stade Linder, et a été rebaptisé en l'honneur de James G. Pressly, Jr., un ancien élève bienfaiteur de l'université. Le complexe a été rénové en 1995 pour un coût de 750 000 $, avec un ajout de 2 500 places aux 2 000 existantes en tribune. Afin de pouvoir accueillir le terrain de football, les aires de la perche et du saut en longueur ont été déplacées en périphérie de la piste d'athlétisme.
- Katie Seashole Pressly Softball Stadium :

Construit pour un coût de 2,6 millions de dollars en 1996, le stade accueille les matchs féminins de softball. L'installation est située sur le campus et possède environ 1 200 places assises. L'intérieur du terrain est en argile tandis que son pourtour est une pelouse naturelle en conformité avec les prescriptions de la NCAA et correspondant aux normes olympiques. Le stade porte le nom du bienfaiteur Katie Pressly.
- Mark Bostick Golf Course and Guy Bostick Clubhouse :

Conçu par l'architecte Donald Ross et construit en 1963, les parcours de dix-huit trous est le terrain officiel des équipes de golf de l'université de la Floride. Ce parcours accueille également le Gator et Lady Gator Golf Day Pro-Am. Le parcours est long de 6 701 mètres et est considéré comme un par de 70. En 2001, il est rénové grâce à un don de 4 millions de dollars de son bienfaiteur Mark Bostick. À côté du parcours, un bâtiment de 740 m2 accueille toutes les commodités.
- Scott Linder Stadium at Ring Tennis Complex :

Construit en 1987, Linder Stade accueille les compétitions de tennis. L'établissement a été rénové pour un coût de 1,7 million de dollars en 1999, voyant son espace intérieur du bâtiment porté à 665,5 m2, comprenant des bureaux pour les entraîneurs, une salle d'échauffement, des vestiaires, et un terrain extérieur de 280 m2. Le stade comprend une tribune de 1 000 places avec vue sur les six principaux terrains éclairés. Il y a également une deuxième rangée de neuf terrains d'entraînement. Le complexe est situé sur le campus, à côté de la Faculté de Droit et du James G. Pressly Stadium.
- Steinbrenner Band Hall :

Terminé en 2008, le Steinbrenner Band Hall est la salle de répétition de la fanfare de l'Université dénommée The Pride of the Sunshine. Diverses pièces permettent le stockage des instruments.  La construction de la salle a été rendue possible par un don de George Steinbrenner et son épouse Joan en 2002.

## Couleurs
L'Université de Floride a  lancé ses programmes sportifs peu de temps après sa création à Gainesville en 1906.
Ses équipes ont adopté l'orange et le bleu comme couleurs officielles peu de temps après.
Ces couleurs sont probablement une combinaison des couleurs des deux institutions principales qui ont fusionné pour former l'université actuelle, puisque l'East Florida Seminary utilisait l'orange et le noir tandis que le Florida Agricultural College utilisait le bleu et le blanc.

## Surnom
Comme pour les couleurs de l'école, l'origine exacte de l'alligator (presque toujours abrégé en « gator ») en tant que mascotte de l'école n'est pas bien documentée. Il est probablement né en 1908, lorsqu'un marchand de Gainesville, Phillip Miller, choisit l'animal pour orner les fanions qu'il a conçus et qu'il vend aux étudiants. L'université n'avait pas encore de mascotte et Miller a choisi l'alligator car il est originaire de Floride et que cet animal n'était revendiqué par aucune autre université. L'équipe de football américain a ensuite adopté le surnom de « Gators » en 1911.
Il existe deux théories sur la façon dont le nom est devenu synonyme des programmes sportifs de l'université. La première théorie est que l'équipe de football de 1911 a commencé à s'appeler les « Gators » en l'honneur du capitaine de l'équipe « Neal Bo Gator Storter ». Storter lui-même a réfuté cette explication, affirmant qu'elle cette dénomination était née lorsqu'un écrivain sportif de Caroline du Sud avait décrit la défaite de Clemson en Floride en 1911 comme une « invasion d'alligators de Floride », les joueurs ayant ensuite adopté le nom . Quelles que soient ses origines, le surnom « Gators » (et pendant un temps, « Lady Gators » pour les sports féminins) est utilisé par le programme sportif de l'Université de Floride depuis plus d'un siècle.

## Mascottes
Albert et Alberta sont les mascottes costumées officielles des Gators de la Florida Gators.
De nombreuses variantes d'Albert ont été présentes lors d'événements sportifs au fil des décennies, et un alligator vivant a même été utilisé pendant de nombreuses années.
La version actuelle d'Albert a été introduite au début des années 1980, Alberta le rejoignant en 1984.
Elles sont uniques parmi les mascottes de la SEC en tant que seule paire masculine et féminine, et sont représentées ensemble dans une statue grandeur nature à l'extérieur du bâtiment des anciens de l'université.

## Fanfare
Connue sous le nom de « The Pride of the Sunshine », la fanfare de l'Université de Floride joue lors de chaque match de football américain à domicile ainsi que lors de divers événements tels que « Gator Growl » et les défilés.
Les « Gatorettes » sont les majorettes de la fanfare.
L'équipe de danse de l'Université de Floride qui se produit lors de matchs de basket-ball à domicile et d'autres événements sportifs est connue sous le nom de « Dazzlers ».

## Football américain
L'Université de Floride crée une équipe de football américain en 1906. Ils battent le Gainesville Athletic Club, 6 à 0, lors de leur premier match. Depuis lors, les Gators ont joué dans plus de quarante bowls, remporté trois titres de champion national (1996, 2006, 2008) ainsi que huit titres de champion de conférence Southeastern Conference. Ils ont produit 138 joueurs All-Americans, 42 ont été sélectionnés lors du premier tour des drafts de la NFL et trois ont remporté le Trophée Heisman.
Les Gators ont joué lors de leurs premières saison comme équipe indépendante (1906-1911) avant de rejoindre la Southern Intercollegiate Athletic Association (en) (en abrégé SIAA) en 1912 jusqu'en 1921. Ils migrent ensuite vers la Southern Conference jusqu'en 1932. Avec une douzaine d'équipes de cette conférence, ils créent la Southeastern Conference (SEC) en 1932. Rn 1992, la conférence est coupée en deux divisions et les Gators sont versés dans la Division Est. En 2024, la SEC réunifie ses deux divisions.
Leurs rivaux les plus importants sont d'une part des équipes de sa conférence contre qui ils jouent chaque année (les Bulldogs de la Géorgie et les Volunteers du Tennessee issus de la Division Est ainsi que les Tigers de LSU issus de la Division Ouest) et d'autre part les Seminoles de Florida State situés dans le même État et membres de l'Atlantic Coast Conference (ACC). 
Florida ne rencontrant plus régulièrement les équipes des Tigers d'Auburn et des Hurricanes de Miami, ces rivalités historiques ont beaucoup perdu en intensité.
Depuis 1906, l'équipe a été dirigée par 28 entraîneurs principaux différents dont trois furent intronisés au College Football Hall of Fame. Le premier entraîneur était Pee Wee Forsythe (en), l'actuel est Billy Napier (en) nommé après la fin de saison 2021.
Avant 1988, l'équipe des Hurricanes de Miami de l'Atlantic Coast Conference disputait un match chaque année contre les Gators mais l'élargissement des membres de la conférence SEC a considérablement réduit le nombre de confrontations. Les deux équipes ne se sont depuis rencontrées qu'à trois reprises en saison régulière et à deux reprises lors d'un bowl.
Depuis 1958, les Gators jouent chaque année contre les Seminoles de Florida State de l'Atlantic Coast Conference, généralement à l'occasion du dernier match de la saison régulière. L'émergence pendant les années 1980 et 1990 de ces deux équipes en tant que puissances pérennes du football américain universitaire a construit la rivalité, le résultat du match ayant généralement des implications dans l'attribution du titre de champion national.

## Autres sports

### Palmarès national
- Basket-ball masculin :
  - Champion : 2006, 2007, 2025
  - Vice-champion : 2000
  - Final Four : 1994, 2014

- Baseball :
  - Champion : 2017
  - Vice-champion : 2005, 2011

- Golf
  - masculin : 1968, 1973, 1993, 2001
  - Golf féminin : 1985, 1986

- Natation
  - masculine : 1983, 1984
  - féminine : 1979 (AIAW), 1982, 2010

- Gymnastique féminine : 1982 (AIAW), 2013, 2014, 2015

- Tennis
  - masculin : 2021
  - féminin : 1992, 1996, 1998, 2003, 2011, 2012, 2017
  - féminin (en salle) : 1988, 1991, 1992, 1996, 1997, 1999

- Athlétisme
  - en plein air masculin : 2012, 2013, 2016, 2017, 2022
  - en plein air féminin : 1992, 2022
  - en salle masculin : 2010, 2011, 2012, 2018, 2019
  - en salle féminin : 2022

- Football féminin : 1998

- Softball féminin : 2014, 2015

### Rivalités
- Seminoles de Florida State (football américain)
- Wildcats du Kentucky (basket-ball masculin)
- Hurricanes de Miami (football américain)